# Philip M. Jefferies
Philip M. Jefferies (* 31. Mai 1925 in Pennsylvania; † 6. April 1987 in Los Angeles, Kalifornien) war ein US-amerikanischer Artdirector und Produktionsdesigner.

## Leben
Philip M. Jefferies’ Karriere begann etwa 1954 als Illustrator für Warner Bros. Sie dauerte bis etwa 1986. Als Szenenbildner und Artdirector war er ab 1962 tätig. Seine letzte Arbeit war der Fernsehfilm Local 323. Seine bekannteste Arbeit ist vermutlich seine Arbeit als Artdirector am Film Butch Cassidy und Sundance Kid (1969), bei der er zusammen mit seinem Team eine Geisterstadt in der Nähe von Hurricane zu einer Filmstadt aufbaute. Der Set, insbesondere die Hütte, blieb jahrelang erhalten und wurde von Touristen besucht.
Für seine Arbeit an Tom Sawyers Abenteuer wurde er bei der Oscarverleihung 1974 zusammen mit Robert De Vestel für einen Oscar für das beste Szenenbild nominiert. Den Preis gewannen allerdings Henry Bumstead und James W. Payne für ihre Arbeit an Der Clou.
Seine 3350 Artworks sind heute Bestandteil der Margaret Herrick Library der Academy of Motion Picture Arts and Sciences.

## Privatleben
Seine Brüder Walter M. Jefferies (1921–2003) und John D. Jefferies Sr. (1936–2010) waren ebenfalls im Produktionsdesign tätig. Auf Anfrage von Walter M. Jefferies arbeiteten sie gemeinsam am Pilotfilm für die Serie Raumschiff Enterprise, wobei jedoch nur Walter M. Jefferies im Abspann genannt wurde. Während Walter M. Jefferies dabei blieb, widmete sich Philip wieder eigenen Filmprojekten.

## Filmografie (Auswahl)
Als Artdirector
- 1962: Botschafter der Angst (The Manchurian Candidate)
- 1965: Die Gierigen (Synanon)
- 1966: Dieses Mädchen ist für alle (This Property Is Condemned)
- 1967: O Vater, armer Vater, Mutter hängt dich in den Schrank und ich bin ganz krank (Oh Dad, Poor Dad, Mamma's Hung You in the Closet and I'm Feelin' So Sad)
- 1967: Chicago-Massaker (The St. Valentine’s Day Massacre)
- 1966–1968: Peyton Place (Fernsehserie)
- 1969: Butch Cassidy und Sundance Kid (Butch Cassidy and the Sundance Kid)
- 1970: Hopp, hopp (Move)
- 1970: Machenschaften (WUSA)
- 1970: Sie möchten Giganten sein (Sometimes a Great Notion)
- 1972: Eroberung vom Planet der Affen (Conquest of the Planet of the Apes) (auch Produktionsdesign)
- 1975: Der Große aus dem Dunkeln, Teil 2 (Walking Tall Part II)
- 1976: Die Verführung (Ode to Billy Joe) (auch Produktionsdesign)
- 1978: Der Pirat (The Pirate) (Fernsehfilm)

Als Produktionsdesigner
- 1967: Das Tal der Puppen (Valley of the Dolls)
- 1972: Die Cowboys (The Cowboys)
- 1972: Ein Gauner kommt selten allein (Every Little Crook and Nanny)
- 1973: Tom Sawyers Abenteuer
- 1974: Huckleberry Finn
- 1976: Der Tag der Abrechnung (St. Ives)
- 1977: Die Insel des Dr. Moreau (The Island of Dr. Moreau)
- 1978: Damien – Omen II (Damien: Omen II)
- 1978: Grease
- 1980: Der Tag, an dem die Welt unterging (When Time Ran Out...)
- 1981: Caveman – Der aus der Höhle kam (Caveman)
- 1981: Ein Montag im Oktober (First Monday in October)
- 1982: Ein Offizier und Gentleman (An Officer and a Gentleman)
- 1982: Liebesgrüße aus dem Jenseits (Kiss Me Goodbye)
- 1984: Die Auseinandersetzung (Mass Appeal)
- 1985: Das mörderische Paradies (The Mean Season)
- 1985: Alice im Wunderland (Alice in Wonderland) (Fernsehfilm)
- 1986: Local 323 (Fernsehfilm)